# Соколенко Андрій Олексійович
Андрі́й Олексі́йович Соколе́нко (1972—2015) — солдат, Збройні сили України, учасник російсько-української війни.

## Короткий життєпис
Батько та мати проживали в Казахстані, де народився Андрій. Переїхали на Україну на свою батьківщину в 1984. Андрій по закінченні СПТУ-12 працював на Рівненській атомній електростанції за спеціальністю монтажник АЕС, потім таксистом. Доброволець, старший стрілець, 34-й батальйон територіальної оборони «Батьківщина». Окрім своїх військових обов'язків, займався ремонтом та вдосконаленням техніки та приладів, за що й дістав свій позивний «Лівша».
Андрій під час мінометного обстрілу терористами блокпоста 9 серпня 2014 року біля Дебальцевого, щоб врятувати життя побратимів, не побіг в укриття, а відкрив вогонь по лісопосадці — з якої коректувальник наводив вогонь. Міна розірвалася поруч з Андрієм, зазнав численних осколкових поранень внутрішніх органів та голови, в укриття із множинними пораненнями відійшов самотужки. Опирався лікуватися, згодом почалося запалення черевної порожнини. Помер 08 січня 2015 р. у Київському військовому клінічному центрі після 29 операцій — в Харкові, Львові, Києві та 5-місячної госпіталізації.
Похований у Києві на Алеї Слави Героїв АТО на лісовому кладовищі.
Алея Слави загиблим в АТО на меморіальному комплексі «Фортечні вали» в Кіровограді 12 11 2015 р., стела № 16.
Без Андрія залишилися син, сестра, батько.

## Нагороди та вшанування
За особисту мужність і героїзм, виявлені у захисті державного суверенітету та територіальної цілісності України, вірність військовій присязі під час російсько-української війни
- Нагороджений орденом «За мужність» III ступеня (26.2.2015, посмертно).
- "Знаком нородної пошани Хрестом «За поранення в бою» (посмертно). Нак. № 2 від 03.12.2016 Рішенням Народної комісії від 06.12.2016 «Всеукраїнське об єднання громадян КРАЇНА».
- Медаллю «Честь. Слава. Держава» за мужність, патріотизм та високу громадянську позицію (посмертно). Розпорядженням Київського міського голови від 13.09.2018 р. № 633, від громади міста Києва.

Вшановується в меморіальному комплексі «Зала пам'яті», в щоденному ранковому церемоніалі 8 січня.